# De la Durantaye (division sénatoriale canadienne)
Ne doit pas être confondu avec De la Durantaye (conseil législatif).
Pour les articles homonymes, voir De la Durantaye.
Division du Sénat du Canada
De la Durantaye est une division sénatoriale du Canada.

## Description
Son territoire correspond approximativement à la région de la Chaudière-Appalaches, en excluant la Beauce (qui elle forme la division de Lauzon).

## Liste des sénateurs
| Mandat | Mandat                                                           | Sénateur                        | Parti                     | Nommé par           |
| ------ | ---------------------------------------------------------------- | ------------------------------- | ------------------------- | ------------------- |
|        | 23 octobre 1867 - 1er janvier 1868                               | Joseph-Noël Bossé               | Conservateur              | Proclamation royale |
|        | 30 janvier 1868 - 17 juillet 1885                                | Jean-Charles Chapais            | Conservateur              | Macdonald           |
|        | 12 avril 1887 - 4 mai 1901                                       | John Jones Ross                 | Conservateur              | Macdonald           |
|        | 13 mai 1901 - 1er mai 1902                                       | Alphonse Arthur Miville Déchêne | Libéral                   | Laurier             |
|        | 13 mars 1903 - 6 janvier 1934                                    | Jules Tessier                   | Libéral                   | Laurier             |
|        | 14 août 1935 - 18 mai 1936                                       | Émile Fortin                    | Conservateur              | Bennett             |
|        | 29 janvier 1940 - 14 mai 1955                                    | Joseph-Fernand Fafard           | Libéral                   | King                |
|        | 28 juillet 1955 - 28 juin 1968                                   | Jean-François Pouliot           | Libéral                   | St-Laurent          |
|        | 10 septembre 1968 - 18 décembre 1986                             | Louis de Gonzague Giguère       | Libéral                   | Trudeau             |
|        | 29 décembre 1986 - 8 décembre 1989                               | Jean Bazin                      | Progressiste-conservateur | Mulroney            |
|        | 30 août 1990 - 22 juin 1994                                      | Mario Beaulieu                  | Progressiste-conservateur | Mulroney            |
|        | 15 septembre 1994 - 25 août 2009                                 | Lise Bacon                      | Libéral                   | Chrétien            |
|        | 27 août 2009 - 1er septembre 2025 (date de retraite obligatoire) | Judith Seidman                  | Conservateur              | Harper              |